# T-ball

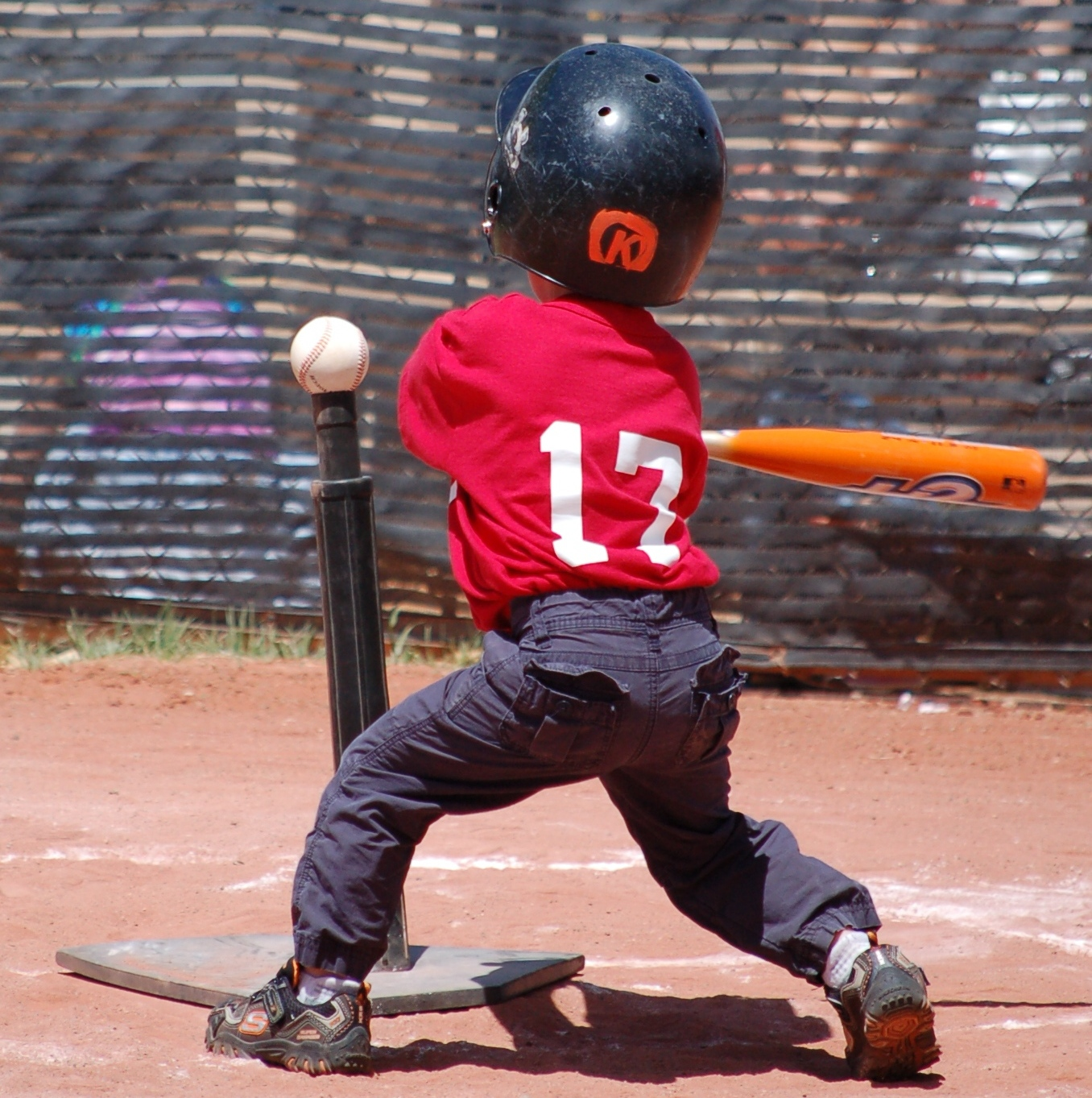

Tee-ball este versiunea modificată a baseball-ului. Mingea nu mai este lansată de un aruncător, și este așezată pe un suport. Astfel este mai simplu de lovit. Este foarte popular în Statele Unite ale Americii.